# Абернети (Великобритания)
А́бернети (англ. Abernethy, гэльск. Obar Neithich, скотс Abernethy) — деревня в округе Перт-энд-Кинросс, в центральной части Шотландии. Расположен на реке Тей, в 11 километрах к юго-востоку от города Перта.  

## История

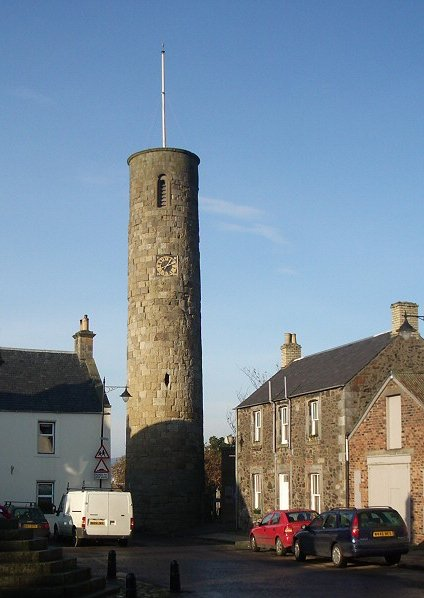
Башня в Абернети

Была столицей королей пиктов, ко времени царствования которых принадлежит, согласно повествованию, стоящая возле церкви башня высотой в 24 метра. К западу от Абернети, около погоста Фортевиот (Forteviot) находится холм Хэллихилл (Hallyhill), на котором согласно преданиям жили короли пиктов и скоттов. При этом погосте король скоттов Кеннет, победив в 842 году пиктов, основал королевство шотландское.
Примерно с 800 года по 1050 год Абернети был центром католической епархии. В настоящее время в Римско-католической церкви существует титулярная епархия Абернети. 

## Известные уроженцы
- Мазота (VIII век) — по преданию, была во главе группы из девяти дев, прибывших из Ирландии в Шотландию и основавших монастырь в Абернети.